# Ana María Ferrer García
Ana María Ferrer García (Madrid, 25 de gener de 1959) és una magistrada espanyola, des d'abril de 2014, la primera dona membre de la Sala Segona penal del Tribunal Suprem d'Espanya.
Llicenciada en Dret, va ingressar en la carrera judicial en 1984. Les seves primeres destinacions com a jutge van ser en jutjats de primera instància i instrucció de la província de Jaén (Linares) i de la Comunitat de Madrid (Aranjuez i Leganés). En 1989 va accedir com a titular del jutjat d'instrucció núm. 16 de Madrid, lloc en el qual va romandre fins a aconseguir el grau de magistrada en 1996. Durant aquests set anys va ser la instructora del conegut cas Roldán, el procediment que va prendre nom del director de la Guàrdia Civil, Luis Roldán, processament i condemnat per malversació de fons públics, entre altres delictes. En 1996 va ser nomenada magistrada de l'Audiència Provincial de Madrid, que va presidir des de 2008. A més, durant la seva carrera com a jurista, ha estat membre de la Comissió General de Codificació i professora de pràctica jurídica a la Universitat Autònoma de Madrid i en la d'Alfons X el Savi. El 27 de febrer de 2014, el Consell General del Poder Judicial, per 13 vots de 21 possibles, la va designar magistrada de la Sala penal del Tribunal Suprem, al costat del també magistrat, Andrés Palomo del Arco. Va jurar el seu càrrec en el Tribunal Suprem el 7 d'abril del mateix any, apadrinada per Clara Martínez de Careaga, que va ser la primera dona a accedir a la Sala del Militar del mateix tribunal.
És un dels magistrats en el judici al procés independentista català de 2019.